# Bieżyce, Lubusz
Bieżyce [bjɛʐɨt͡sɛ] ( germană Groß Bösitz ) este un sat din districtul administrativ al Comunei Gubin, în Județul Krosno Odrzańskie, Voievodatul Lubusz, în vestul Poloniei, aproape de frontiera germană. Acesta se află la aproximativ 4 km (2 mile) sud-est de Gubin, la 26 km sud-vest de Krosno Odrzanskie, și 51 km (32 km) la vest de Zielona Gora.
Înainte de 1945, zona a fost parte din Germania (a se vedea modificările teritoriale din Polonia, după al doilea război mondial).

## Personalități
- Günther Konopacki (10 octombrie 1921 – 23 iunie 1987), ofițer al Wehrmacht-ului